# 莫利冰川
莫利冰川（英語：Morley Glacier）是南極洲的冰川，位於維多利亞地的彭內爾海岸，處於希克斯嶺和托科羅阿山之間，屬於鮑爾斯山脈中探險者山脈的一部分，美國地質調查局根據測量和該國海軍的空中照片繪入地圖，現時由南極條約體系管理。

## 外部連結
. . United States Geological Survey.   [2013-11-08].
71°12′S 162°45′E / 71.200°S 162.750°E